# Amy
För andra betydelser, se Amy (olika betydelser).

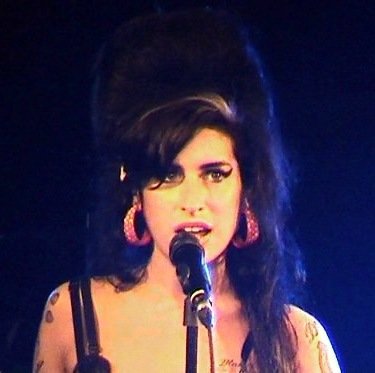
Amy Winehouse

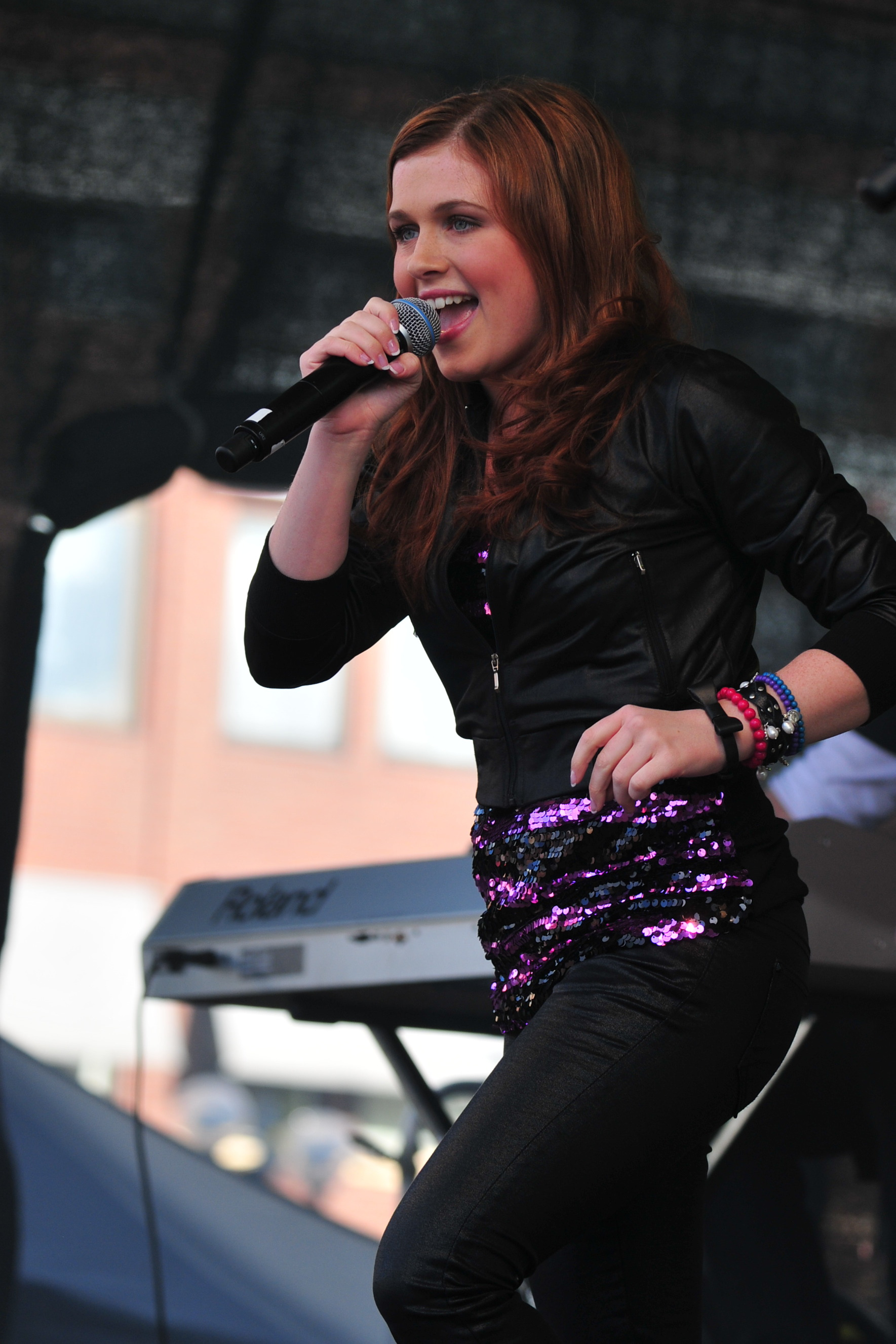
Amy Diamond

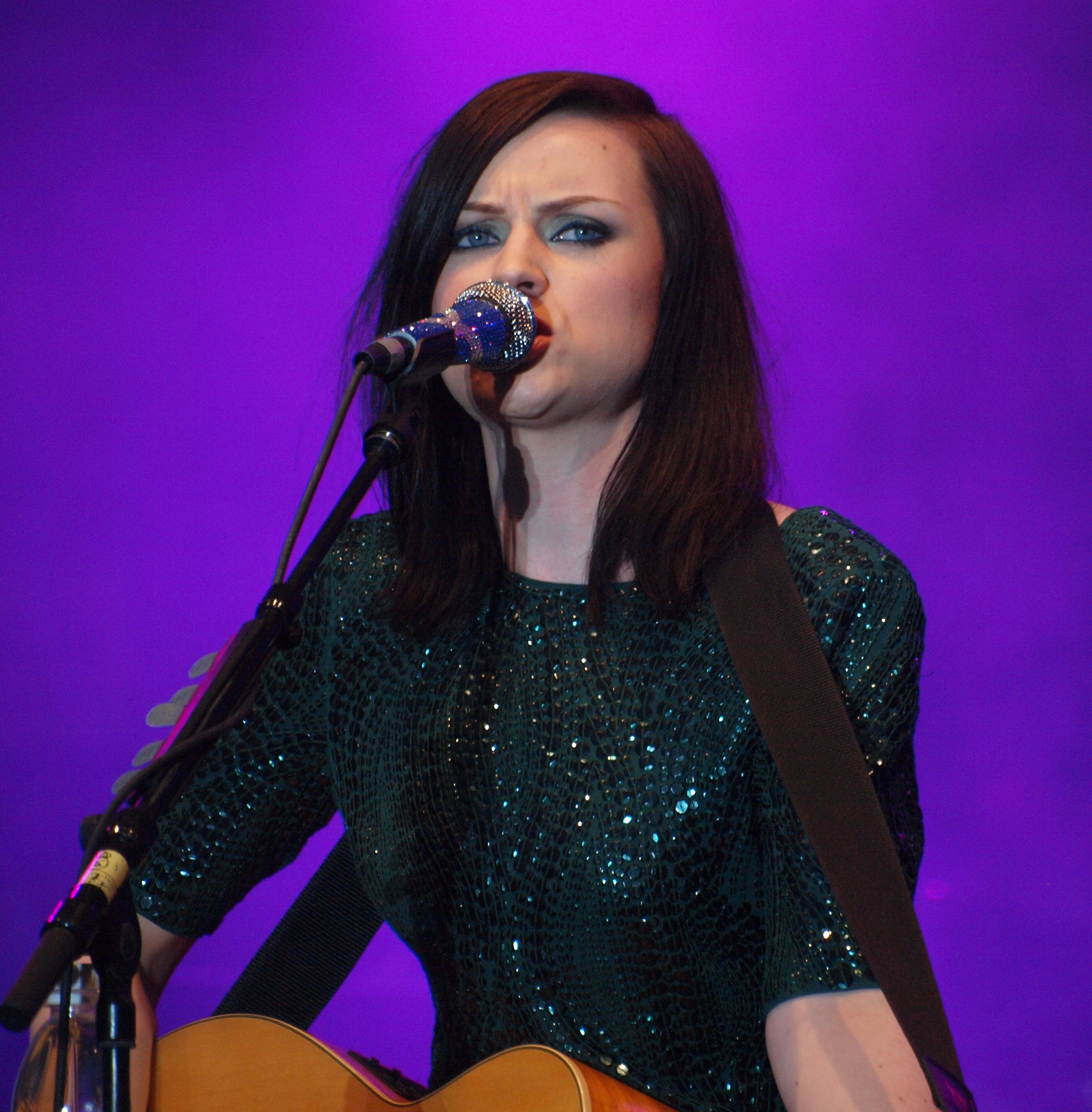
Amy MacDonald

Amy är ett kvinnonamn med ursprung i det latinska ordet amata som betyder älskad och dess fornfranska motsvarighet Amee (franska: Aimée).. Formen Amy är egentligen ett försök att uttala det franska namnet på engelska. Det äldsta belägget för Amy i Sverige är från år 1835. Vanligtvis uttalas namnet "äj-mi", som på engelska.
Den 31 december 2014 fanns det totalt 1 429 kvinnor folkbokförda i Sverige med namnet Amy, varav 858 bar det som tilltalsnamn.
Namnsdag i Sverige: saknas (1986-1992: 20 april tillsammans med Amalia och Amelie)

## Kända personer vid namn Amy
- Amy Aaröe, svensk skådespelerska och filmbolagsdirektör
- Amy Acker, amerikansk skådespelerska
- Amy Acuff, amerikansk höjdhoppare
- Amy Adams, amerikansk skådespelerska
- Amy Alcott, amerikanskt golfproffs
- Amy Beach, amerikansk kompositör
- Amy Brenneman, amerikansk skådespelerska
- Amy Chow, amerikansk gymnast
- Amy Diamond, svensk sångerska
- Amy Eccles, amerikansk skådespelerska
- Amy Frazier, amerikansk tennisspelare
- Amy Grant, amerikansk singer-songwriter
- Amy Heckerling, amerikansk filmregissör
- Amy Irving, amerikansk skådespelerska
- Amy Johnson, brittisk flygpionjär
- Amy Lee, amerikansk sångerska i bandet Evanescence
- Amy LePeilbet, amerikansk fotbollsspelare
- Amy MacDonald, skotsk singer-songwriter
- Amy Madigan, amerikansk skådespelerska
- Amy Mbacke Thiam, senegalesisk friidrottare
- Amy Poehler, amerikansk komiker och skådespelerska
- Amy Rodriguez, amerikansk fotbollsspelare
- Amy Smart, amerikansk skådespelerska
- Amy Studt, brittisk sångerska
- Amy Roberta Ruck, brittisk författare
- Amy Ryan, amerikansk skådespelerska
- Amy Tan, amerikansk författare
- Amy Williams, brittisk skeletonåkare
- Amy Winehouse, brittisk sångerska

## Fiktiva personer
- Amy Foster, novell av den polsk-engelske författaren Joseph Conrad
- Amy Rose, fiktiv karaktär i Sonic the Hedgehog
- Amy Wong, en av huvudpersonerna i den animerade TV-serien Futurama
- Amy är en av de fyra systrarna i Louisa May Alcotts roman Unga kvinnor
- Amy Pond, Elfte Doktorns kompanjon i den Brittiska tv-serien Doctor Who